# Mani (poloostrov)
Mani (řecky Μάνη) je poloostrov v Řecku, součást kraje Peloponés. Mani je prostřední z trojice výrazných výběžků v jižní části poloostrova Peloponés, na západě jej omývají vody Messénského zálivu a na východě Lakónský záliv. Délka poloostrova činí 75 km a maximální šířka 28 km. Žije zde okolo dvaceti tisíc obyvatel, největším městem je Gythio.
Dělí se na regiony Exo Mani (Messénie), Kato Mani a Mesa Mani (Lakónie). Nachází se zde pohoří Taygetos, dosahující nadmořské výšky přes 2400 metrů. Poloostrov končí mysem Matapan, nejjižnějším bodem řecké pevniny. Jeskyně Diros jsou významnou turistickou atrakcí a archeologickým nalezištěm z období neolitu.
Název poloostrova je odvozován od hradu Grand Magne, který zde vznikl v době Achajského knížectví. Obyvatelé jsou známí jako Manioté a považují se za potomky Dórů. Neúrodný a obtížně přístupný kraj si udržel značnou míru svébytnosti a sloužil tradičně jako azyl pro různé psance, řádili zde kleftové. Památkou na boje mezi místními klany, v nichž hrála klíčovou roli krevní msta, jsou charakteristické kamenné věžovité domy. V roce 1821 byla v městečku Areopoli vyhlášena nezávislost Řecka na Osmanské říši.